# 嘉義市政府人事處
嘉義市政府人事處（簡稱人事處），1982年成立，是嘉義市政府的內部單位。處長及副處長之下設立3個科，分別為：組織任免科、考核訓練科、退撫給與科；另市府所屬各機關學校視業務需求設立所屬人事機構或兼任人事業務人員。主要人事業務有組織編制、任免遷調、考試分發、級俸銓審、職務管理與職務歸系、人事機構及人事人員管理、考核獎懲、差勤管理、訓練進修、服務保障、退休撫卹、福利待遇、文康活動、保險業務以及人事資料等。

## 組織架構
- 處長
  - 副處長

### 所屬單位

#### 組織任免科
- 組織編制
- 任免遷調(含學校職員)
- 考試分發
- 級俸銓審
- 職務管理與職務歸系
- 人事機構及人事人員管理
- 教師敘薪

#### 考核訓練科
- 考核獎懲
- 差勤管理
- 訓練進修
- 因公出國
- 服務保障

#### 退撫給與科
- 退休撫卹
- 福利待遇
- 文康活動
- 保險業務
- 人事資料

## 外部連結
- 嘉義市政府人事處（页面存档备份，存于）（中文）（英文）